# Akira Yoshino
Akira Yoshino (japanska: 吉野彰?, Yoshino Akira), född 30 januari 1948 i Suita nära Osaka, är en japansk kemiingenjör som är känd för sina omfattande bidrag till uppfinnandet av litiumjonbatteriet.
Yoshino tilldelades 2019 nobelpriset i kemi tillsammans med John Bannister Goodenough och M. Stanley Whittingham för utvecklingen av litumjonbatteriet.

## Karriär
Yoshino tog magisterexamen i teknik 1972 vid Kyoto universitet och är sedan dess verksam vid kemibolaget Asahi Kasei.

Yoshino erhöll sin doktorsexamen i teknik vid Osaka universitet 2005.

Sedan 2015 är han gästprofessor vid Kyushu universitet.
Vid sidan av amerikanerna John Goodenough och Stanley Whittingham betraktas Yoshino som en av de viktigaste forskarna bakom uppfinningen av litiumjonbatteriet, vilket dramatiskt har förbättrat förutsättningarna för bland annat bärbar elektronik och eldrivna fordon. Yoshino gjorde under tidigt 1980-tal flera viktiga framsteg på vägen mot ett praktiskt tillämpbart litiumjonbatteri. 1985 kunde han ansöka om patent på det första moderna litiumjonbatteriet med positiv elektrod av grafit.
Yoshino tilldelades 2013 utmärkelsen Global Energy Prize för att ha uppfunnit det uppladdningsbara litiumjonbatteriet och ha utvecklat tillämpningar inom energilagringsområdet. Priset delades med den ryske materialforskaren Vladimir Fortov.